# فائوستو تینزا
فائوستو تینزا (انگلیسی: Fausto Tienza؛ زادهٔ ۸ ژانویهٔ ۱۹۹۰) بازیکن فوتبال اهل اسپانیا است.
از باشگاه‌هایی که در آن بازی کرده‌است می‌توان به باشگاه فوتبال آلکورکون و باشگاه فوتبال رئال بتیس اشاره کرد.